# Buszauka (przystanek kolejowy)
Buszauka (biał. Бушаўка; ros. Бушевка) – przystanek kolejowy w miejscowości Bierazina, w rejonie budzkim, w obwodzie homelskim, na Białorusi. Położony jest na linii Homel - Żłobin - Mińsk.
Nazwa pochodzi od pobliskiej wsi Buszauka.